# Dimmelo
Dimmelo è un singolo del gruppo musicale italiano Modà, il terzo estratto dal loro quinto album in studio Gioia, pubblicato il 5 luglio 2013.

## Video musicale
Il video per il brano, diretto da Gaetano Morbioli e prodotto dalla Run Multimedia, è stato girato a Lugano, Svizzera, ed è stato pubblicato il 5 luglio 2013. Il video è liberamente ispirato alle avventure dell'agente segreto 007.

## Tracce
Testi di Kekko Silvestre, musiche di Kekko Silvestre ed Enrico Palmosi.
1. Dimmelo – 3:27
2. Dimmelo (Video) – 4:40

## Classifiche
| Classifica (2013)         | Posizione massima |
| ------------------------- | ----------------- |
| Italia                    | 47                |
| Italia (airplay)          | 20                |
| Italia (airplay italiane) | 8                 |